# جائزة موناكو الكبرى 1968
جائزة موناكو الكبرى 1968 هو سباق فورمولا 1 أقيم بتاريخ 26 مايو 1968 في حلبة موناكو، مونت كارلو. كان الثالث من أصل 12 في بطولة العالم لسباقات الفورمولا واحد موسم 1968. حلّ البريطاني غراهام هيل أولا بينما جاء البريطاني ريتشارد أتوود في المركز الثاني وحصل على المركز الثالث البلجيكي لوتشيانو بيانكي.